# Zdislav Tabara
Zdislav Tabara (ur. 6 marca 1958 w Gottwaldovie, zm. 16 stycznia 2008 we Vsetínie) – czeski hokeista i trener, twórca sukcesów hokejowego klubu HC Vsetín.
Wychowanek HC Zlín, w którym występował w latach 1964–1977. Następnie dostał powołanie do wojska i grał w Dukli Příbram. Po dwóch latach przeniósł się do HC Oceláři Trzyniec, gdzie występował do roku 1986, po czym przeniósł się do HC Vsetín. Po zakończeniu kariery zawodniczej kontynuował pracę w klubie jako trener. Brał udział we wszystkich sukcesach klubu:
- awans do II ligi (1987)
- awans do I ligi (1991)
- awans do Ekstraligi (1994)
- Mistrzostwo Czech 1995, 1996, 1997, 1998, 1999, 2001 (trzy pierwsze jako asystent, następne jako samodzielny trener)
- trzecie miejsce w Pucharze Europy (1996)
- trzecie miejsce w Europejskiej Lidze Hokejowej (1998)

Od 9 maja do 17 października 2005 był trenerem Podhala Nowy Targ, został zwolniony z powodu braku wyników. Następnie trenował II-ligowy klub TJ Valasske Mezirici, z którym nie udało mu się awansować do wyższej klasy rozgrywkowej. Przed sezonem 2006/2007 podpisał kontrakt z HK Nitra, lecz po tygodniu rozwiązał kontrakt i przeszedł operację woreczka żółciowego. Przed śmiercią trenował juniorów HC Vsetín.